# بارفوردویل (میزوری)
بارفوردویل (به انگلیسی: Burfordville) یک منطقهٔ مسکونی در ایالات متحده آمریکا است که در میزوری واقع شده‌است. بارفوردویل ۱۲۳ متر بالاتر از سطح دریا واقع شده‌است.